# Clareville
Clareville é um subúrbio do norte de Sydney, no estado da Nova Gales do Sul, na Austrália, situado a 36 quilômetros a nordeste do distrito empresarial central de Sydney, na área do governo local do Conselho de Northern Beaches. Clareville integra a região Northern Beaches.

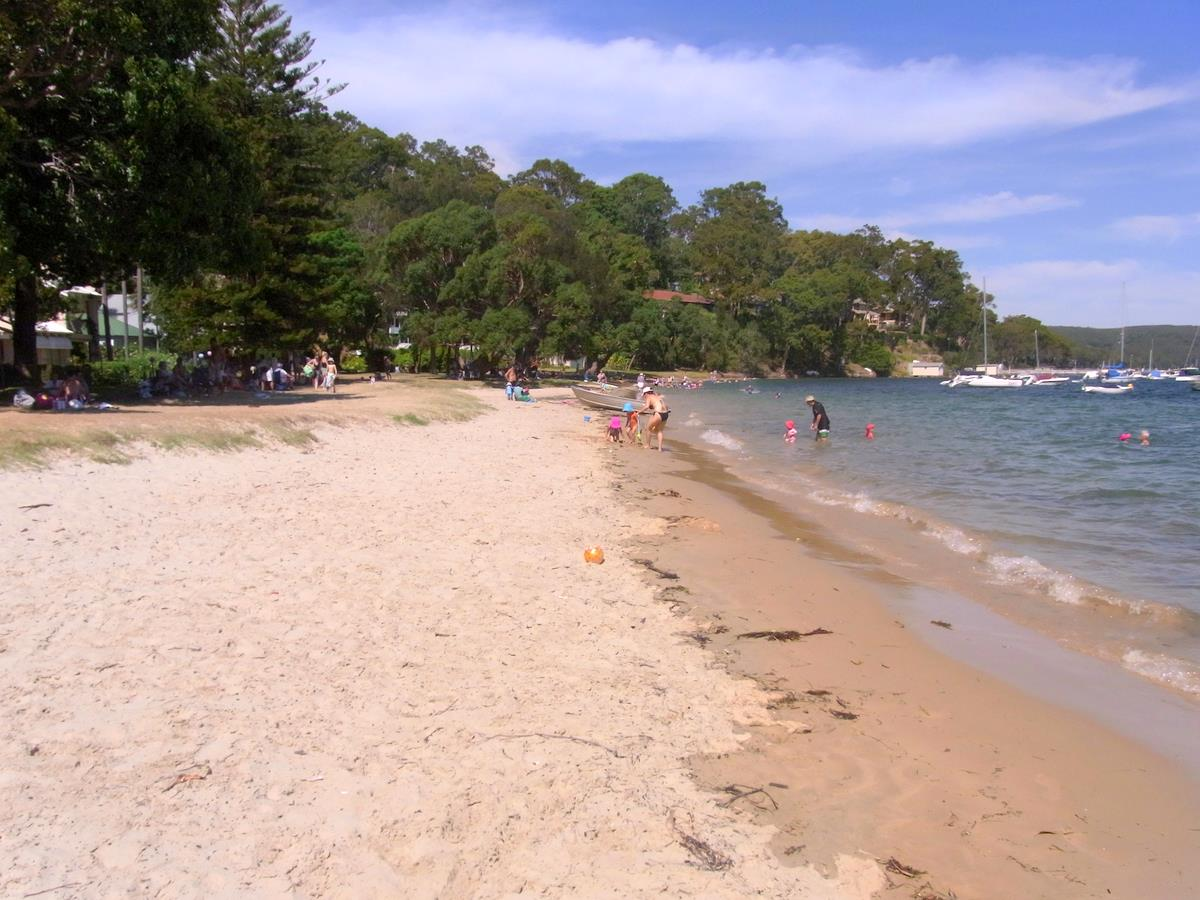
Praia de Clareville